# 900-ті до н. е.

## Події
Війни Ассирії за прикордонні області Вавилонії, внаслідок чого кордон Новоассирійського царства досяг міст Дур-Курігальзу і Сіппар.

## Правителі
- фараон Єгипту Осоркон I;
- цар Ассирії Ададнерарі II;
- цар Вавилонії Шамаш-мудаммік та Набу-шум-укін I;